# رابرت مک‌لاولین
رابرت مک‌لاولین (انگلیسی: Robert McLaughlin; ۱۶ نوامبر ۱۸۳۶ – ۲۳ نوامبر ۱۹۲۱) صنعت‌گر و سیاستمدار اهل کانادا بود، که در سال ۱۸۶۹ شرکت مک‌لاولین موتور را تأسیس کرد.